# 1-й Северный отряд пограничных судов НКВД
1-й Северный отряд пограничных судов НКВД — соединение морских пограничных войск НКВД СССР, принимавшее участие в Великой Отечественной войне.

## История
Организационно сформирован 18 июня 1941 года на базе 35-го Мурманского морского пограничного отряда
На 22 июня 1941 года отряд, насчитывая 829 человек личного состава, базировался в посёлке Кувшинская Салма. В состав отряда входили 4 сторожевых корабля (ПСК-27 «Жемчуг», ПСК-28 «Рубин», ПСК-29 «Бриллиант» и ПСК-30 «Сапфир»), 2 сторожевых катера, рейдовые катера. Дивизион неформально назывался «дивизион драгоценных камней».
По некоторым данным уже утром 22 июня 1941 года силами дивизиона был сбит немецкий бомбардировщик. В 3-20 24 июня 1941 года отряд вышел из базы в Иоканьга, и по пути атаковал немецкую подводную лодку.
26 июня 1941 года отряд приказом по Северному флоту был принят в состав ВМФ и на базе отряда, включая штаб, корабли, органы тыла, транспорт и материальные запасы, была сформирована Иоканьгская военно-морская база, 2 августа 1941 года вошедшая в состав Беломорской военной флотилии.
С 23 августа 1941 года приказом № 00346/001403 «О приеме-передаче из НКВД в НКВМФ морских частей и подразделений пограничных войск», официально передан в состав ВМФ СССР
20 сентября 1941 года на базе кораблей отряда был сформирован 2-й дивизион сторожевых кораблей Беломорской военной флотилии.

## Командиры
- капитан 2 ранга Александр Иванович Дианов